# Hidden Valley Lake (Kalifornija)
Hidden Valley Lake je naseljeno područje za statističke svrhe u američkoj saveznoj državi Kalifornija. Prema popisu stanovništva iz 2010. u njemu je živjelo 5.579 stanovnika.